# Vilșanka, Hrîstînivka
Vilșanka (în ucraineană Вільшанка) este un sat în comuna Mala Sevasteanivka din raionul Hrîstînivka, regiunea Cerkasî, Ucraina.

## Demografie
Componența lingvistică a localității Vilșanka
     Ucraineană (97,58%)
     Rusă (2,42%)
Conform recensământului din 2001, majoritatea populației localității Vilșanka era vorbitoare de ucraineană (97,58%), existând în minoritate și vorbitori de rusă (2,42%).